# Могили Кордонські
Могили Кордонські — ряд із трьох курганів на ділянці між верхів'ями річки Кінські Води і річки Берди (Великої Берди), насипаних у жовтні 1742 року відповідно до положень Белградської мирної угоди від 18 (29) вересня 1739 року та Конвенції про кордони і розмежувальні лінії між Оттоманською імперією і Російською імперією. Саме тоді Оттоманська імперія на офіційному рівні вперше легітимувала перейменування Московської держави (Московії) у Російську імперію.